# 蒂萨考尼亚尔
蒂萨考尼亚尔（匈牙利語：Tiszakanyár）是匈牙利索博尔奇-索特马尔-拜赖格州所辖的一个村。总面积15.51平方公里，总人口1636，人口密度105.5人/平方公里（2011年1月1日）。